# Waldemar Kozak
Pour les articles homonymes, voir Kozak.
Waldemar Kozak, né le 17 mai 1948 à Lublin (Pologne) est un ancien joueur de basket-ball polonais. Il mesure 2,03 m.

## Biographie
Cet ancien international polonais a participé trois fois au Championnat d'Europe (1967, 1969, et 1971) et une fois aux Jeux olympiques (1972). Il a remporté une médaille de bronze en 1967 pour le championnat d'Europe. Il a effectué une saison en France à Chalon-sur-Saône.

## Clubs

### Joueur
- 1962 - 1968 :  Lublin
- 1969 - 1971 :  Śląsk Wrocław (1er division)
- 1972 - 1974 :  Legia Warsovie (1er division)
- 1974 - 1975 :  Chalon-sur-Saône (Nationale 4)

## Palmarès
- Medaille de bronze du Championnat d'Europe 1967
- Champion de Pologne en 1970.